# Episodi di V (seconda stagione)
La seconda ed ultima stagione della serie televisiva V, composta da 12 episodi, è stata trasmessa in prima visione negli Stati Uniti d'America da ABC dall'11 dicembre 2010 al 15 marzo 2011.
In Italia è stata trasmessa dal canale pay Joi, della piattaforma Mediaset Premium, dal 17 novembre 2011 al 2 febbraio 2012, mentre in chiaro è trasmessa da Italia 1 dal 22 giugno al 6 luglio 2012.
| nº | Titolo originale      | Titolo italiano          | Prima TV USA     | Prima TV Italia  |
| -- | --------------------- | ------------------------ | ---------------- | ---------------- |
| 1  | Fruition              | Il cerchio si chiude     | 21 dicembre 2010 | 17 novembre 2011 |
| 2  | Red Sky               | Cielo rosso              | 28 dicembre 2010 | 24 novembre 2011 |
| 3  | Red Rain              | Pioggia rossa            | 4 gennaio 2011   | 1º dicembre 2011 |
| 4  | Serpent's Tooth       | Il passato che non muore | 11 gennaio 2011  | 8 dicembre 2011  |
| 5  | Laid Bare             | La cruda verità          | 18 gennaio 2011  | 15 dicembre 2011 |
| 6  | Unholy Alliance       | Alleanza blasfema        | 1º febbraio 2011 | 22 dicembre 2011 |
| 7  | Concordia             | Concordia                | 8 febbraio 2011  | 29 dicembre 2011 |
| 8  | Siege                 | L'assedio                | 15 febbraio 2011 | 5 gennaio 2012   |
| 9  | Birth Pangs           | Manipolazioni genetiche  | 22 febbraio 2011 | 12 gennaio 2012  |
| 10 | Uneasy Lies the Head  | Scontro tra regine       | 1º marzo 2011    | 19 gennaio 2012  |
| 11 | Devil in a Blue Dress | Sabotaggi                | 8 marzo 2011     | 26 gennaio 2012  |
| 12 | Mother's Day          | Da madre a figlia        | 15 marzo 2011    | 2 febbraio 2012  |

## Il cerchio si chiude
- Titolo originale: Fruition
- Diretto da: Bryan Spicer
- Scritto da: John Wirth & Natalie Chaidez

### Trama
Anna afferma che i Visitors stanno lasciando il pianeta, ma spera di ottenere l'aiuto di Chad per scoprire chi siano i membri della Quinta Colonna. Nel frattempo uno scienziato potrebbe essere riuscito a sviluppare un'arma mortale in grado di distruggere gli alieni, si tratta di un virus mortale scoperto per caso, potrebbe porre fine all'esistenza dei Visitors.

## Pioggia rossa
- Titolo originale: Red Rain
- Diretto da: Bryan Spicer
- Scritto da: Scott Rosenbaum e Gregg Hurwitz

### Trama
Joshua viene riportato in vita sulla nave madre ma perde la memoria, mentre dal cielo scende pioggia rossa. Ryan viene cacciato dalla nave per essersi ribellato nuovamente ad Anna, che continua a far compiere esperimenti sulla figlia che Ryan ha avuto dalla sua compagna umana Val. Chad sconvolto da quello che ha scoperto riguardo ai V e agli esperimenti condotti sugli umani che partecipano al progetto Live Aboard chiede di entrare a far parte della Quinta Colonna.
Anna annuncia che la pioggia rossa è un nuovo regalo da parte dei V e servirà a curare i mali del pianeta quali il riscaldamento globale, gli oceani e la desertificazione. La Quinta Colonna, grazie a Lisa, scopre che i V sono sulle tracce di uno scienziato che è molto vicino a scoprire il vero scopo della pioggia rossa. Una volta rintracciatolo scoprono qual è l'orribile segreto che si cela dietro il fenomeno e quale terribile piano Anna stia mettendo in pratica.
Dopo aver ucciso i figli sopravvissuti all'attentato della Quinta Colonna, Anna si reca nelle profondità dell'astronave e ha un colloquio con sua madre, Diana.
- Special Guest Star: Jane Badler
- Altro interprete: Bret Harrison
- Ascolti USA: telespettatori 6.590.000 – share 5%[1]

## Il passato che non muore
- Titolo originale: Serpent's Tooth
- Diretto da: Steve Shill
- Scritto da: Gregg Hurwitz

### Trama
Nelle viscere buie della nave madre, Anna interroga sua madre Diana, che è stata lì negli ultimi 15 anni ed è creduta morta, circa la comprensione delle emozioni umane e l'anima. Diana scopre che la Terra attraverso Anna è l'ultimo pianeta vitale, dove i visitatori possono continuare la loro specie. Erica fa analizzare il sangue di Tyler, convinta che un visitatore possa aver fatto qualcosa su di lei quando era incinta di lui. Ryan chiede consiglio a Padre Jack riguardo al fatto di avere o no un'anima, mentre Anna cerca di attirarlo di nuovo al suo fianco, facendo ammalare la figlia. Chad è il bersaglio di un attacco di quinta colonna. Erica e Malik diventano sospettose l'una dell'altra, il che porta ad una lotta che provoca un incidente con l'auto.
- Guest star: Jane Badler (Diana), Bret Harrison (Dr. Sidney Miller).
- Ascolti USA: telespettatori 5.770.000[2]

## La cruda verità
- Titolo originale: Laid Bare
- Diretto da: David Barrett
- Scritto da: Gwendolyn M. Parker

### Trama
Erica scopre che Malik è un Visitatore e hanno uno scontro nel quale Erica ha la meglio. Jack e Hobbes arrivano sulla scena, prendendo Malik con loro per ottenere informazioni. Quando Anna scopre che Malik è scomparsa, ordina a Ryan di ritrovarla e rintracciare i responsabili. Anna chiede a Chad di intervistare Jack per screditarlo e, nel momento in cui il giornalista si trova nella chiesa, un V provoca una rissa che viene ripresa in video con l'aiuto di Tyler e che verrà poi messa in rete facendo passare Jack per un violento. Malik, che nel frattempo si scopre essere "reclutatrice" di cavie umane, si rifiuta di dare risposte ai membri della Quinta Colonna fino a quando non viene scuoiata. In fin di vita l'alieno dà informazioni su come ritrovare una giovane, obiettivo dei V. Lisa si rende conto che il suo corpo comincia a cambiare, costringendola a diventare più simile a sua madre e uccidendo, contro la sua volontà, una cavia sotto lo sguardo di Anna. Erica, Ryan e Hobbes salvano la giovane e la riuniscono con sua madre. Quando Chad scopre che è stato usato da Anna, viene introdotto da Jack nella Quinta Colonna. Ryan si incontra con Anna e si riprende la sua bambina rivelando, in cambio, che Malik è morta ma di sapere come trovare Erica e gli altri.
- Guest star: Jane Badler (Diana), Bret Harrison (Dr. Sidney Miller).
- Ascolti USA: telespettatori 5.703.000 – share 6%[3]

## Alleanza blasfema
- Titolo originale: Unholy Alliance
- Diretto da: Dean White
- Scritto da: Rockne S. O'Bannon

### Trama
Tre ambasciatori di pace vengono trovati impiccati e con le gole tagliate. L'accaduto viene rivendicato dalla quinta colonna. Erica, preoccupata dal fatto che tra quei ragazzi avrebbe potuto esserci suo figlio, decide di fermare gli estremisti della quinta colonna. Ryan dice che per fare questo devono trovare il loro capo Eli Cohn e decidono di usare padre Jack come esca per arrivare a lui. Nel frattempo l'FBI affianca un nuovo agente ad Erica, il quale risulta essere un suo vecchio amico e le fa notare che in tutti gli avvenimenti che riguardano i V c'è sempre una persona che emerge: padre Jack. Vanno quindi a parlarci senza ottenere risposte, ma il collega di Erica conferma i suoi sospetti su di lui.

Anna, preoccupata dagli eventi e dall'influenza che la religione ha sulle persone, si reca al Vaticano per parlare col Cardinale Wolichek, segretario di stato vaticano, portando con sé Chad Decker. Lì capisce che tra i preti c'è un agente dormiente dei V, il quale non si identifica, e cercando di capire il perché lo obbliga a partire con loro nel tentativo di sapere cosa ha scoperto sulle emozioni umane. Con velate minacce e con la scusa ufficiale di voler avvicinare i V alle religioni terrestri, chiede al Cardinale di impedire agli ecclesiastici di far prediche contro i V.

Intanto Erica, Ryan e Hobbes, seguendo Jack, arrivano a Eli Cohn: vogliono che non ci siano più vittime innocenti. Cohn spiega che la sua vendetta è dovuta al fatto che i V anni prima hanno fatto esperimenti sulla moglie incinta provocando la morte del figlio. Alla fine trovano un accordo: fornire due collaboratori di Cohn all'FBI che facciano da capri espiatori sia per la morte degli ambasciatori sia per la morte dell'agente Malik. Fingendo di trovare delle nuove prove, Erica si reca col suo nuovo collega al rifugio di Cohn, nel quale arrestano i due componenti della quinta colonna e dove trovano false prove della morte di Malik. Ryan provvede a nascondere il corpo dell'agente portando le prove della sua morte ad Anna, la quale continua a ricattarlo.

Nel tornare in chiesa padre Jack vede che hanno messo tutto sottosopra e nota una grossa V sul muro, a terra trova il cellulare di Tyler, capisce che è implicato nella faccenda, pertanto lo dice ad Erica mostrandole il cellulare, la quale oltre ad essere preoccupata per il comportamento del figlio, ignora che il suo nuovo collega è stato ingaggiato anche per indagare su di lei, fortemente sospettata dal suo capo di nascondere qualcosa, e nota che lei ha frequenti rapporti con Padre Jack.
- Ascolti USA: telespettatori 5.703.000 – share 6%[4]

## Concordia
- Titolo originale: Concordia
- Diretto da: Jesse Warn
- Scritto da: David Rambo

### Trama
Anna organizza una serata di gala per inaugurare il progetto Concordia, che è a prima vista ideale: costruire varie città su terreni abbandonati o in pessimo stato, un progetto di rinnovamento urbanistico mondiale. Il vero obiettivo del progetto è però un altro: Anna ha un secondo fine, creare questa città per fare un ulteriore passo verso l'invasione completa, perché queste strutture servirebbero come basi per l'atterraggio delle astronavi V. La serata viene organizzata in poche ore, per non consentire alla Quinta Colonna l'organizzazione di una minaccia nei confronti dei V. A Erica Evans e la sua Task Force viene dato il compito di sovrintendere alle operazioni di sicurezza. Lei lo fa, ma contemporaneamente cura anche la successiva mossa della Quinta Colonna: un attentato ad Anna. Il piano dunque è questo: Jack, il prete ormai rifiutato dalle nuove teorie del Vaticano, farà da diversivo con una piccola manifestazione all'ingresso del palazzo dove si svolge la serata, mentre Eli Cohn e Hobbes dovranno sparare con un fucile di precisione al cuore di Anna, situato, contrariamente a quello umano, a destra dello sterno. All'ultimo momento però Anna viene avvisata da Ryan, che, preoccupato per la sorte di sua figlia, decide di tradire la Quinta Colonna. A questo punto Marcus, il fedele braccio destro di Anna, avverte la sua regina e prende il suo posto sul palco. A questo punto la Quinta Colonna tenta il tutto per tutto, cercando almeno di assassinare lui. Dopo lo sparo il panico, il palazzo viene immediatamente evacuato e Marcus è in condizioni estremamente critiche. Viene sostituito dall'ingegnere capo dei Visitor, Thomas, a cui viene affidato il compito di portare avanti il progetto Concordia. Nel frattempo nell'FBI cominciano a sorgere nuovi sospetti riguardo a Erica; il suo partner infatti, tramite fotogrammi di videocamere di sorveglianza, si accorge delle frequentazioni tra padre Jack e la madre di Tyler e avanza richiesta formale di indagine interna dell'FBI a carico di Erica Evans. Eli Cohn e Hobbes si chiedono chi abbia fatto la soffiata ad Anna e la loro conclusione è che quella telefonata l'abbia fatta Ryan.
- Ascolti USA: telespettatori 5.397.000 – share 5%[5]

## L'assedio
- Titolo originale: Siege
- Diretto da: John Behring
- Scritto da: Dean Widenmann

### Trama
Dopo gli eventi dei precedenti episodi, Padre Jack riceve dal Vaticano una lettera che lo laicizza ed Erica viene provvisoriamente allontanata dal gruppo dell'FBI che investiga sulla Quinta Colonna, in attesa di ulteriori indagini su di lei. Erica ne approfitta per stare un po' con la sua famiglia riunita, quando riceve una chiamata da Eli Cohn, che le annuncia che Ryan, ricattato da Anna, ha tentato di ucciderlo, ma è stato catturato e percosso.

Erica si reca nel nascondiglio di Cohn, ormai scoperto dal segugio che ha inseguito Ryan.

Anna comunica anonimamente all'FBI il nascondiglio della Quinta Colonna, al fine di lasciare che eventuali stragi vengano addebitate agli umani invece che ai V; nel contempo contatta Hobbes, il quale sembra avere una donna per lui importante nelle mani dei V, e lo ricatta chiedendogli di avvicinarsi al nascondiglio della Quinta Colonna con un ordigno V ed attivarlo al suo comando.

Erica, giunta da Cohn e circondata dall'FBI che non sa della sua presenza, capisce che non è stata avvertita perché messa da parte e pensa a una strategia per uscire dalla situazione: dopo essersi fatta colpire più volte al volto da Cohn, lei reciterà la parte dell'ostaggio e come tale tenterà di trattare con l'FBI.

Tyler e suo padre vedono Erica alla televisione e l'ex di Erica decide di recarsi sul posto per essere più vicino a lei, lasciando a casa il figlio. Giunto là, un V travestito da agente FBI lo convince con un tranello a farlo entrare nel covo di Cohn; l'obiettivo di Anna è infatti uccidere entrambi i genitori di Tyler per far tornare il ragazzo sull'astronave.
Cohn per guadagnare tempo fa sequestrare qualche ostaggio tra la folla da sui seguaci rivestiti di bombe.

Thomas fornisce all'FBI un dispositivo che permette di vedere all'interno dell'edificio, quindi riescono a posizionare i cecchini nei punti ideali; Cohn intuisce tutto e decide di sacrificarsi, lasciando il comando della Quinta Colonna a Erica e rilasciando tra gli ostaggi il suo braccio destro, John Fierro.

Durante il rilascio degli ostaggi, Cohn fa esplodere tutto il palazzo con i corpetti esplosivi, e contemporaneamente anche Hobbes attiva il dispositivo V. Parte una sparatoria tra gli uomini di Cohn e quelli dell'FBI, durante la quale il marito di Erica muore, proprio nel momento in cui arriva sul luogo anche Tyler.

Alla fine dell'episodio Tyler decide di tornare sull'astronave, incolpando la madre di tutti quegli eventi, ed Erica decide di avviare la guerra totale ai V, costi quel che costi. Gli altri membri della Quinta Colonna, compreso Chad Decker, sono con lei.

Lisa vede Anna che esce dalla prigione di Diana e scopre che sua nonna è ancora viva: dalle prime parole che si scambiano si intuisce che si alleeranno contro la regina dei V.
- Ascolti USA: telespettatori 5.430.000 – share 5%[6]

## Manipolazioni genetiche
- Titolo originale: Birth Pangs
- Diretto da: David Barrett
- Scritto da: Cathryn Humphris

### Trama
Anna fa eseguire dei test fisici su Tyler, per verificarne l'idoneità alla riproduzione dei V, facendogli credere che sia un test di routine per i futuri piloti di navette. I livelli di fosforo risultano però troppo bassi, quindi Anna richiede di fargli un'iniezione; nel caso questa non sia sufficiente, si sbarazzerebbe del ragazzo. Nel frattempo, chiede a Lisa di "far divertire" Rafael, il candidato più promettente per la riproduzione, proveniente da Barcellona. La figlia non sembra entusiasta dell'idea e Anna è costretta ad imporglielo.
Intanto Erica, sotto consiglio di John Fierro, va a Bangkok con Hobbes per incontrare i luogotenenti delle fazioni straniere della Quinta Colonna, i quali capiscono che lei ha accesso all'astronave madre dei V più di quanto loro possano sperare, ma prima di accettarla come leader indiscussa, pretendono un piano concreto e una dimostrazione di valore.
Dopo l'incontro, Fierro dice a Erica e Hobbes di aver trovato a Hong Kong la dottoressa Rai grazie a un poliziotto del posto; questa ha avuto in cura molte delle madri dei bambini con il DNA manipolato come quello Tyler, quindi il trio decide di muoversi in quella direzione.
Anna dice a Joshua di sospettare che Lisa soffra emozioni umane e gli chiede di mentirle, dicendole di ricordarsi com'era quella sensazione.
Lisa intanto va a parlare con nonna Diana, che le consiglia di accettare l'incontro con Rafael per smorzare i dubbi di Anna. Subito dopo incontra Chad, il quale le chiede a nome di Erica di indagare sull'utilità per Anna degli umani a bordo dell'astronave. Joshua la vede di nascosto mentre lei controlla il database dell'astronave. Subito dopo le mente come ordinato da Anna, ma lei non cade nel tranello, fingendo di non sapere niente.
Erica e Hobbes penetrano nel palazzo in cui si nasconde la dottoressa Rai, aiutati da Fierro (specializzato in hacking) e dal poliziotto di Hong Kong. Si scopre che è un V, e si butta dalla finestra ingoiando una pillola di autodistruzione. Erica e Hobbes riescono comunque in una pericolosa corsa contro il tempo a recuperare dei dispositivi olografici e dei passaporti dalla cassaforte della camera. Nelle olografie trovano una mappa dove ogni astronave madre corrisponde a un ragazzo, potenziale candidato per la riproduzione. Nei medicinali trovano degli insetti robotici; il "ragazzo di scienza" capisce che questi insettini sono studiati per cercare cromosomi Y e per rimuovere parti di DNA.
Lisa invia a Chad i dati medici dei candidati, i migliori per ogni parametro; incrociando questi indizi col fatto che in 50 anni i V hanno migliorato il loro DNA di migliaia di volte, capiscono che Anna intende rubare anche agli umani le migliori parti di DNA per evolvere ancora la propria razza.
Ryan, sopravvissuto all'esplosione, ferma per strada Jack chiedendogli una seconda chance, ma questo se ne va dicendogli che non essendo più prete non è suo compito assolverlo.
Lisa non riesce ad accoppiarsi con Rafael, quindi Anna comincia a sospettare fortemente di lei, tanto dal considerare l'idea di utilizzare al suo posto l'ultimo uovo-regina che aveva tenuto da parte. Chiede a Joshua di testare sulla figlia di Ryan l'accrescimento veloce, e se questo funzionasse di far schiudere anche l'uovo. La figlia di Ryan, accresciuta e dalle difese immunitarie potenziate, non è più succube di Anna per guarire, ma riconosce solo lei come madre. Anna, in compenso, chiede di sopprimere Ryan.
I luogotenenti della Quinta Colonna, visto quello che Erica è riuscita a scoprire, accettano di sottostare ai suoi ordini.
Lisa torna infine da Diana, che le dice di non fidarsi di nessuno sulla nave; si scambiano un comunicatore per rimanere sempre in contatto.
- Ascolti USA: telespettatori 5.143.000 – share 5%[7]

## Scontro tra regine
- Titolo originale: Uneasy Lies the Head
- Diretto da: Jeff Woolnough
- Scritto da: Cameron Litvack e Gregg Hurwitz

### Trama
Alcuni ambasciatori della pace, in diverse città del mondo, muoiono misteriosamente perdendo sangue dagli occhi e dalla bocca. I medici V capiscono che il loro DNA, mutilato dalle mutazioni inflitte dai V, sta collassando. L'estrazione dei campioni di DNA dai live aboard dev'essere quindi completata al più presto, per non rischiare che tutti i candidati alla riproduzione muoiano prima di aver svolto il compito per cui sono stati prescelti.
Erica e la Quinta Colonna, intanto, tentano di sabotare i piani di Anna infettando gli ultimi live aboard con un virus appositamente rubato che ne distrugge il DNA: così facendo, anche i campioni precedentemente raccolti dai V verranno danneggiati. Durante il furto del virus, Erica spara a una guardia che li coglie di sorpresa, non uccidendola in quanto indossa un giubbotto antiproiettile, ma cominciando una diatriba morale con Jack riguardo alla sacrificabilità degli umani al fine della guerra coi V. La stessa argomentazione ritorna quando si dice che il virus, non testato, potrebbe anche uccidere chi ne è infetto. Grazie all'aiuto dei veri membri della Quinta Colonna, viene inoculato il virus a umani destinati a ognuna delle 28 astronavi madri V, ma quello newyorchese ha un malore appena salito sull'astronave, quindi il piano viene scoperto e fallisce.
Anna fa uccidere tutti i portatori del virus e pubblica la notizia dicendo che erano attentatori della Quinta Colonna.
Nel frattempo, Ryan passa del tempo con sua figlia, ogni momento più grande grazie all'accrescimento accelerato. Arrivano i sicari mandati da Anna per ucciderlo e portare via la bambina. Ryan riesce a ribellarsi e fuggire, arrivando fino al laboratorio di Joshua. Giunto qui, gli chiede dove hanno portato Amy e gli dice che anche se si è dimenticato gli effetti della sensazione, i sentimenti umani non spariscono mai veramente.
Lisa, dopo il consiglio di nonna Diana, accetta di accoppiarsi con Rafael: mentre lo bacia arriva però Tyler che, dopo una scenata di gelosia, lo colpisce con un pugno: Rafael subito dopo comincia a perdere sangue dagli occhi e dalla bocca come gli altri ambasciatori della pace.
Successivamente, Ryan chiede aiuto a Lisa, che lo porta da Diana: lei riesce a farlo scendere dall'astronave madre grazie a capsule di salvataggio segrete, e gli ricorda che se Amy avesse bisogno del bliss glielo potrebbe dare anche lei. Per questo lui accetta di fuggire un'altra volta senza sua figlia.
Lisa torna da Diana per ringraziarla dell'aiuto con Ryan e questa le dice di contattare un altro fedele alleato: Marcus.
Anna inietta la mistura di DNA estratta dai vari live aboard ormai pronta a Tyler, per prepararlo al definitivo accoppiamento con Lisa e prevenirne la morte. Gli giustifica l'iniezione dicendo che è un medicinale per preparare il suo corpo al volo interstellare.
Alla fine dell'episodio, Erica lascia un messaggio a Jack cercando di parlare e appianare le divergenze nate durante il giorno: subito dopo si mette a guardare le foto della sua famiglia ormai distrutta, quando Hobbes le suona alla porta e le dice di essere venuto per tirarle su il morale dopo una giornata pesante: i due finiscono col copulare.
- Ascolti USA: telespettatori 5.040.000 – share 5%[8]

## Sabotaggi
- Titolo originale: Devil in a Blue Dress
- Diretto da: Ralph Hemecker
- Scritto da: Hans Tobeason

### Trama
Anna annuncia al mondo l'avvio della costruzione di 538 centrali per la produzione di energia blu, che dovrebbero consentire al mondo di usufruire di questo dono dei V. Kerry, l'anchorman collega di Chad, è molto scettica all'idea di questo ipotetico dono da parte dei V e si domanda se ci sia un secondo fine. Durante la presentazione, Tyler reincontra Erica e le chiede scusa per averla incolpata di questi eventi. Sua madre gli dona un giubbotto di Joe: questo incontro dà modo a Tyler di ripensare di tornare a casa.
Marcus intanto va a far visita a Diana: lei gli annuncia la debolezza di Anna di fronte ai sentimenti umani: anche lei ne ha provati ma li ripugna e non li accetta, e questo potrebbe condannare la razza V. Marcus le dice che proprio per la sua lealtà nel confronto della loro specie deve riferire ad Anna del loro incontro, ma lei sembra averlo convinto a non farlo.
Sid, il ricercatore della squadra di Erica, capisce che la costruzione dei reattori ha qualcosa di anomalo: in proporzione alla dimensione del proiettore olografico trovato a casa di Malik, il reattore dovrebbe poter produrre energia sufficiente per alimentare un'intera città. Unendo questo fatto con la forma dei siti di Concordia, intuiscono allora che ognuno dei reattori servirà per alimentare un'astronave madre V, atterrata in cima alle torri per invadere la Terra. Per fermare la costruzione dei reattori decidono allora di sabotarne uno per fomentare l'opinione pubblica, in modo analogo all'incidente di Three Mile Island che ha praticamente bloccato la costruzione di centrali nucleari per trent'anni dopo aver spaventato il popolo americano.
Per testare l'energia blu e riuscire a destabilizzare il reattore, il gruppo ha bisogno di un'altra fonte di energia blu: la fornisce Lisa, la quale però dovrà restituirla per non destare sospetti.
Sull'astronave madre, intanto, stanno tentando di capire come funziona il cervello di Amy: la parte V accetta il bliss, mentre la parte umana non lo rifiuta, quindi teoricamente sarebbe possibile darlo anche ai terrestri; in quel caso non sarebbe necessario combattere le emozioni umane.
Sembra inoltre che, grazie al fosforo fornito da Ryan alla moglie incinta, Amy abbia poteri ancora sconosciuti e potenzialmente enormi.
Anna, con uno sforzo che le fa sanguinare gli occhi e a rischio della vita, riesce a dare il bliss a una umana, e per prova del suo funzionamento la fa suicidare.
Mentre Erica e gli altri studiano la tattica per l'assalto al reattore, Lisa viene a sapere da Diana che l'energia blu ha due stati: quello stabile che viene fornito dai reattori e quello che può essere utilizzato come arma distruttiva: destabilizzando un reattore ci sarebbe quindi il rischio di distruggere cento miglia quadrate della città. Non riuscendo a contattare la Quinta Colonna, Lisa chiama allora Ryan e gli chiede di fermare l'attentato al reattore. Ryan riesce a raggiungere Sid giusto prima che questo avvii il processo di destabilizzazione ma non riesce a dissuaderlo: quando il reattore comincia ad essere instabile Ryan riesce infine ad accordarsi con Erica, grazie anche ai dubbi morali di Jack, e a spegnere il sistema. Ne consegue un blackout in tutta la città, ma i terrestri non sanno che tutto è partito dal reattore di energia blu.
Anna quindi ne approfitta per ripristinare l'energia nella città, rafforzando la fiducia degli umani nei suoi confronti. Erica è frustrata da questo evento, e pensa che bisognerebbe rischiare di più per vincere la guerra, anche a rischio della vita. In questo caso, però, sia Jack che Hobbes le dicono che ha calcolato bene i rischi e, nel caso in cui il reattore fosse esploso, anche loro sarebbero morti.
Anna incontra Chad e gli chiede di censurare Kerry, perché fomenta troppo il pensiero anti-V. Chad pensa allora di dirle, pochi secondi prima della diretta, di aver sentito da informatori certi che la sorgente del blackout era il reattore V: lo scoop avrebbe potuto farle avere un grande avanzamento di fama. Lei lo dice in diretta ma, non trovando fonti che lo certificassero, viene licenziata.
Thomas viene inviato a verificare l'archivio delle astronavi V, per capire da dove arrivava l'energia blu utilizzata per il sabotaggio. Mentre ci va, Lisa sta rimettendo le palline nell'archivio; Joshua la intercetta e ha un improvviso flashback, ricordando la sua appartenenza alla Quinta Colonna e recuperando le emozioni umane; la nasconde quindi alla vista di Thomas.
Tyler va da Anna a dirle di voler passare un po' più tempo con sua madre: lei ne approfitta per provare con successo a dare anche a lui il bliss. Lisa li vede e lo va a riferire a Diana, la quale decide di allearsi anche con gli "amici di Lisa" a terra, al fine di detronizzare Anna.
Lisa va anche da Erica a raccontare l'accaduto, e le spiega che l'effetto del bliss è solo temporaneo: la incoraggia dicendole che nonostante questo non tutto è perduto, se si accetta di prendere dei rischi.
All'aperto, Sid, Hobbes e Jack guardano il cielo con un binocolo a infrarossi modificato per rilevare l'energia blu: notano che intorno all'astronave made c'è un alone blu, ma ci sono anche decine di aloni analoghi nel cielo: questo significa che le 538 astronavi V sono già arrivate alla Terra.
Amy va da Anna cercando di coccolarla, senza essere consapevole dei poteri che ha. Anna sembra essere a suo agio nell'abbraccio della figliastra e Marcus, che le vede di nascosto, sembra essere stupito dalla scena.
Alla fine dell'episodio viene ricomposta la squadra della Quinta Colonna al completo: viene reintegrato Ryan e viene arruolata Diana, che potrà fare la sua parte dall'astronave madre.
- Ascolti USA: telespettatori 4.891.000 – share 5%[9]

## Da madre a figlia
- Titolo originale: Mother's Day
- Diretto da: Bryan Spicer
- Scritto da: Scott Rosenbaum e Gregg Hurwitz

### Trama
L'episodio si apre con un sogno di Erica: si trova sul suo letto con Anna che l'accusa di essere senza pietà come lei e le spara. Erica si sveglia nel letto insieme a Hobbes che la incoraggia.
Anna pianifica per la serata l'accoppiamento tra Tyler e Lisa, ormai fertile; nel contempo Marcus espone qualche dubbio riguardo alla possibilità di controllare gli umani, visto che ancora non hanno trovato il modo di rimuoverne le emozioni.
Diana contatta la Quinta Colonna dicendo che Anna ha accelerato i suoi piani, quindi è necessario agire subito: tutti sono d'accordo, pronti ad agire al fianco di Erica, in particolare Jack, che "vuole tornare a vedere Dio quando guarda il cielo, invece delle astronavi". Ryan viene inviato sull'astronave madre per liberare Diana: nel frattempo viene inscenato il rapimento di Lisa; come riscatto si chiede Anna in cambio di Lisa, ed Erica chiede a Lisa di uccidere sua madre una volta sola con lei, visto che negli altri momenti Anna è protetta dalle guardie del corpo.
Viene diffuso un video dei sequestratori mascherati che richiedono il riscatto, e viene utilizzato Jack come intermediario: nel dialogo con Anna lui le dice di rispondere solo a Dio e lei, sprezzante, replica dicendo di volerlo incontrare, prima o poi.
Lisa viene lasciata sola legata e con una pistola nascosta in un capannone. Anna entra da sola e dopo aver liberato sua figlia si volta: Lisa prende la pistola per spararle, ma Anna la vede riflessa in uno specchio; riesce a convincerla di essere cambiata e di provare sentimenti umani, così Lisa desiste nel tentare il matricidio.
La prima a uscire dal capannone è Lisa, lasciando credere ai membri della Quinta Colonna e a un sorridente Marcus che Anna sia stata finalmente uccisa, ma pochi secondi dopo esce anche lei. Erica rimprovera Lisa, ricordandole che sua madre è senza scrupoli e l'ha solamente circuita: la giovane però le risponde che dalle ultime azioni anche lei non ha dimostrato di essere poi molto diversa da Anna.
Sull'astronave madre, Joshua, Ryan e Diana ricevono la notizia del mancato attentato, ma Diana pretende di tentare comunque di riprendere il potere. Raduna i V presenti sull'astronave e comincia un discorso di fratellanza con i terrestri, dopo che tutti le si sono prostrati ai piedi. All'improvviso però arriva Anna che la uccide con la coda. Quest'ultima dice a Lisa che è quello il modo per uccidere la propria madre, e la fa imprigionare. I V però si inchinano di fronte a lei solo dopo un ordine esplicito.
Ryan, vista la precipitazione degli eventi, decide di tentare di fuggire con sua figlia ma Amy lo accusa di averla abbandonata e di riconoscere solo Anna come madre e lo uccide.
Erica decide di telefonare a Tyler per dirgli tutta la verità sui V e chiedergli di tornare a terra. Lui, sconcertato, decide di chiedere conferma a Lisa prima di farlo; Anna nel frattempo ha però fatto schiudere l'ultimo uovo-regina disponibile e ricoprire il V che ne è uscito con una pelle identica a quella di Lisa; quest'ultimo, dopo essere stato riprogrammato con le memorie di Lisa, riesce ad accoppiarsi con Tyler e a sbranarlo subito dopo. La scena viene mostrata alla vera Lisa per punirla per l'alto tradimento.
Hobbes sembra essere sparito dopo aver svuotato il rifugio.
Marcus va da Anna a confessare di averla tradita e di meritare la morte: lei lo grazia dicendo che aveva agito per il bene della loro specie, e che questa vicenda le è servita per capire che le emozioni umane possono essere utili se manipolate a dovere. Intanto riesce a decodificare le voci distorte del video dei rapitori riconoscendo quella di Chad, quindi lo fa convocare.
Erica viene rapita e interrogata al buio: quando viene liberata scopre che a rapirla è stata un'organizzazione militare segreta, la Ares, che ha sede un miglio sotto l'isola di Manhattan. Scopre che loro conoscono molti segreti dei V, e che sanno della loro presenza sulla terra da molto tempo. I suoi colleghi dell'FBI, che indagavano su di lei, fanno parte dell'Ares. Mentre si trovano lì, nel mondo accade un evento anomalo: tutti i terrestri si trovano a guardare il cielo. Questo è dovuto al fatto che Anna tenta vanamente di dare il bliss agli umani, quando interviene Amy e lo fa per lei. Erica esce all'aperto e vede tutti gli umani bloccati a guardare l'astronave madre con sguardo beato, compreso l'amico Jack. Questo finale lascia immaginare due ipotesi: 
- che il genere umano è destinato all'estinzione e che il piano di Anna ha avuto esito positivo,e i Visitors diverranno i nuovi dominatori del pianeta.
- che la nuova "resistenza" abbia successo in un nuovo escamotage contro Anna. Questo grazie all'aiuto di Josh in quanto, ritornatagli la memoria,  ritorna a far parte della 5ª colonna e Lisa (non essendo uccisa) prima o poi non può che fare parte della squadra.
- Ascolti USA: telespettatori 5.513.000 – share 6%[10]
- Guest star: Marc Singer nel ruolo di Lars Tremont, il capo dell'Ares